# بوحلو (الجزائر)
بوحلو إحدى بلديات ولاية تلمسان التابعة لـ دائرة صبرة